# لیپرسدورف-ردمانسدورف
لیپرسدورف-ردمانسدورف (به آلمانی: Lippersdorf-Erdmannsdorf) یک شهر در آلمان است که در زاله‌هلتسلاند واقع شده‌است. لیپرسدورف-ردمانسدورف ۴۵۸ نفر جمعیت دارد.